# Ерол Ибрахимов
Ерол Рахимов Ибрахимов (известен в общественото пространство и само като Ерол) е български музикант, добил популярност като вокалист и басист на музикалната група „Уикеда“.

## Биографични данни
Ерол Ибрахимов е роден на 16 май 1969 г. в София. Израства и учи в Божурище. През 1985 г. по време на Възродителния процес името му е сменено на „Емил“. Семейството му напуска България, а той остава и учи дефектология в Софийския университет. След три години прекъсва обучението си, за да се занимава с музикална дейност.  Известно време работи в сферата на строителството в България и САЩ.
През 1987 г. сформира групата „Полет“, след това траш-метъл групата „Сплин“ (Spleen), а през 1997 е сред създателите на ска-групата „Уикеда“, с която има издадени 5 албума.
В периода 1998 – 1999 г. е басист на групата Sheky and the bloody boys. През 2013 става част от формацията Babo Babo Band, която има съвместни участия със Стоян Янкулов, Теодосий Спасов, Skiller и други. Активно работи и по соловия си проект „генерал Йогурт“.
През 2019 г. с Кольо Гилъна и Светослав Витков сформират супергрупата „ЕКС“.
Освен с музиката си, Ерол Ибрахимов е известен и с обществените си позиции. За известно време е бил водещ на телевизионно предаване.
Ерол е женен за илюстраторката Люба Халева и има две деца.